# Varacosa hoffmannae
Varacosa hoffmannae là một loài nhện trong họ Lycosidae.
Loài này thuộc chi Varacosa. Varacosa hoffmannae được Mauricio Jiménez & Charles Denton Dondale miêu tả năm 1988.